# Violența sexuală în invazia rusă a Ucrainei
Violența sexuală în cadrul invaziei rusești din Ucraina a fost comisă de Forțele Armate ale Rusiei, inclusiv utilizarea violului în masă ca armă de război. Potrivit Comisiei Internaționale Independente de Anchete privind Ucraina, victimele agresiunilor sexuale comise de soldații ruși aveau vârste cuprinse între 4 și peste 80 de ani.
În octombrie 2022, Înaltul Comisar al Organizației Națiunilor Unite pentru Drepturile Omului a emis un raport privind încălcările drepturilor omului și crimele de război. În rezumat, acesta a declarat: „Comisia a documentat tipare de execuții sumare, detenții ilegale, torturi, rele tratamente, violuri și alte forme de violență sexuală comise în zonele ocupate de forțele armate ruse în cele patru provincii. Persoanele au fost reținute, unele au fost deportate ilegal în Federația Rusă, iar mulți sunt încă dați dispăruți. Violența sexuală a afectat victime de toate vârstele, inclusiv copii, care au fost forțați să asiste la crime. Aceștia au devenit victime ale întregului spectru de încălcări investigate de Comisie, inclusiv atacuri nediscriminatorii, tortură și viol, și au suferit consecințe psihologice severe.”

## Natura și amploarea violenței sexuale
În raportul său privind perioada inițială a invaziei rusești în Ucraina, cuprinsă între 24 februarie și 26 martie 2022, Înaltul Comisariat al Organizației Națiunilor Unite pentru Drepturile Omului (OHCHR) a identificat patru tipuri de riscuri de violență sexuală: 
- Prezența și activitățile militare sporite în zonele civile.

- Distrugerea locuințelor și a infrastructurii.

- Strămutarea internă.

- Numărul mare de femei și fete care părăsesc Ucraina, generând riscuri ridicate de violență sexuală legată de conflict și trafic de persoane.

OHCHR a declarat că rapoartele către o linie națională de asistență telefonică indicau un risc crescut de violență sexuală, iar mai mulți factori contribuiau la subraportarea acestor cazuri.
După eliberarea regiunii Kiev la sfârșitul lunii martie și a rapoartelor privind violuri în grup și agresiuni sexuale sub amenințarea armei, The Guardian a relatat că femeile ucrainene se confruntă cu amenințarea violului ca armă de război. În mai 2022, aproximativ 82,4% din cazurile de violență sexuală legată de conflict raportate de Organizația Națiunilor Unite se presupune că au fost comise de combatanți ruși sau aliniați Rusiei, în timp ce aproximativ 9,25% au fost atribuite Forțelor Armate Ucrainene sau forțele de ordine. La 29 iunie 2022, OHCHR a raportat că a primit 108 acuzații de violență sexuală legată de conflict și a verificat 23 de cazuri. La 2 decembrie 2022, OHCHR a documentat 86 de cazuri de violență sexuală legată de conflict, incluzând viol, viol în grup, nuditate forțată și dezbrăcare publică forțată, majoritatea fiind comise de membri ai forțelor armate ruse sau ai autorităților de poliție. De asemenea, OHCHR a raportat că autoritățile ucrainene de aplicare a legii investigau 43 de cazuri de violență sexuală.

### Violența sexuală ca armă de război
Pe 29 iunie 2022, Organizația pentru Securitate și Cooperare în Europa (OSCE) a emis o declarație prin care condamna utilizarea violenței sexuale ca armă de război. Secretarul general Helga Maria Schmid a solicitat „încetarea urgentă a utilizării violului și a altor crime sexuale ca tactică de război în Ucraina”. De asemenea, OSCE a subliniat necesitatea continuării investigațiilor și a urmăririi penale a violenței sexuale în timpul războiului, cerând comunității internaționale să ofere asistență supraviețuitorilor. În noiembrie 2022, OSCE a participat la campania „16 zile de activism împotriva violenței bazate pe gen”, cerând încetarea utilizării violului și a altor crime sexuale ca tactică de război.
Pramila Patten, Reprezentantul Special al Secretarului General al ONU pentru Violența Sexuală în Conflicte, a afirmat: „Când femeile sunt ținute zile întregi și violate, când începi să violezi băieți și bărbați, când vezi mutilări genitale, când auzi femei depunând mărturie despre soldați ruși echipați cu Viagra, este clar o strategie militară.” Aceasta a subliniat că cazurile raportate sunt doar „vârful aisbergului”. Procurorul general al Ucrainei a declarat că actele de violență sexuală sunt masiv subraportate din cauza dificultăților întâmpinate de anchetatori în zonele ocupate de ruși și a fricii și rușinii resimțite de supraviețuitori: „Este foarte greu să investighezi infracțiunile sexuale pe teritoriul ocupat, când suntem încă în conflict militar”, a spus procurorul general al Ucrainei, Irina Venediktova.

### Amploarea violenței sexuale
Rapoartele despre violența sexuală împotriva femeilor, bărbaților și copiilor au fost foarte răspândite în zonele eliberate de sub ocupația rusă. Dovezile unor acte masive de violență sexuală au început să fie descoperite încă de la începutul conflictului. Informațiile privind violența sexuală comisă de soldații ruși în zonele ocupate s-au acumulat constant, permițând procurorilor să înceapă urmărirea penală și oferind informații suplimentare pentru investigații. Biroul procurorului general al Ucrainei a declarat că documentează acte de violență sexuală împotriva civililor în toate zonele ocupate de soldații ruși. Dovezile arată că actele de violență sexuală au fost comise nu doar împotriva femeilor, ci și împotriva bărbaților și copiilor.
Organizația Națiunilor Unite, Organizația pentru Securitate și Cooperare în Europa (OSCE) și organizațiile umanitare au confirmat utilizarea pe scară largă a violenței sexuale de către soldații ruși în Ucraina. În ianuarie 2023, ONU a raportat că Înaltul Comisar ONU pentru Drepturile Omului a documentat peste 90 de cazuri de violență sexuală în zonele ocupate de Rusia.
The New York Times a menționat dovezi generalizate de violență sexuală din partea trupelor ruse, documentate de anchetatori ucraineni și internaționali. Anna Sosonska, anchetator în cadrul biroului procurorului general al Ucrainei, a afirmat: „Găsim această problemă a violenței sexuale în fiecare loc ocupat de Rusia... În fiecare loc: regiunea Kiev, regiunea Cernihiv, regiunea Harkov, regiunea Donețk și, de asemenea, aici, în regiunea Herson.” BBC a raportat dovezi suplimentare de violență sexuală generalizată în regiunea Kiev.

### Interceptări de comunicații
Încă de la începutul invaziei, Serviciul de Securitate al Ucrainei a monitorizat și difuzat comunicațiile, în principal apelurile telefonice efectuate de soldați și oficiali ruși. Multe dintre aceste comunicări au inclus comentarii despre violența sexuală.
Ukrainska Pravda a relatat o conversație telefonică interceptată, în care un soldat rus descria experiențele sale cu violența sexuală din Ucraina:
„Când am predat Lîman, i-am măcelărit pe toți cei de acolo, pe nenorociții de khokholi [un termen depreciativ rusesc pentru ucraineni]. ... I-am violat, i-am măcelărit, i-am împușcat. În Lîman și Torske, am umblat împușcând pe toată lumea. Toți bărbații mai tineri erau aduși la noi, iar femeile, cele tinere: toate erau f***te, măcelărite, împușcate.”
Serviciile de securitate ale Ucrainei au publicat un apel telefonic interceptat, în care un soldat rus spune: „Localnicii ne urăsc pe toți aici. Ai noștri [soldații ruși] violează femeile locale.” The Toronto Sun a raportat, pe 14 aprilie 2022, despre o convorbire telefonică interceptată în care „o soție rusă a stabilit două reguli de bază după ce i-a dat soțului ei soldat permisiunea de a viola femei în timpul invaziei din Ucraina”; „Violează-le, da... Nu-mi spune nimic, înțelegi? Da, îți permit—doar folosește protecție.” Autoritățile ucrainene au emis un mandat de arestare pentru femeia din conversație, Olga Bikovskaia, sub acuzația de încălcare a Convențiilor de la Geneva.

### Violența sexuală în timpul crizei refugiaților
Au fost raportate cel puțin două cazuri separate în care femei și copii refugiați au fost exploatați în timp ce fugeau de violențele din Ucraina. Un bărbat a fost arestat în Polonia, la jumătatea lunii martie, pentru presupusul viol al unei refugiate de 19 ani care căuta adăpost și ajutor. De asemenea, doi bărbați ar fi agresat o adolescentă refugiată ucraineană care era cazată în locuințe germane pentru refugiați. Înainte de lansarea programului guvernului Regatului Unit pentru cazarea refugiaților, o femeie a raportat un bărbat care a încercat să o convingă să rămână cu el, promițându-i cazare gratuită, mâncare, cheltuieli și o alocație lunară în schimbul unor favoruri sexuale. Femeia a încercat să-l respingă, iar bărbatul s-a oprit doar după ce ea i-a spus că călătorește cu mama ei.

### Copii și persoane în vârstă
Organizația Națiunilor Unite a constatat că victimele violenței sexuale din Ucraina includ copii cu vârste de până la 4 ani și adulți de peste 80 de ani.
La sfârșitul lunii septembrie 2022, un grup de investigatori din cadrul Comisiei Internaționale Independente de Anchetă privind Ucraina a publicat o declarație afirmând că au „documentat cazuri în care copiii au fost violați, torturați și închiși ilegal” și au catalogat aceste cazuri drept crime de război. Raportul a menționat, de asemenea, copii uciși și răniți în urma atacurilor nediscriminatorii ale Rusiei, precum și cazuri de separare forțată de familie și răpiri.
În regiunea Kiev, doi soldați ruși au violat întreaga familie, inclusiv pe soț, soție și fiica lor de patru ani. În regiunile din afara Kievului, soldații ruși au violat o femeie de 83 de ani în fața soțului ei, care avea un handicap. Într-un alt sat din aceeași regiune, soldații ruși au violat în grup o femeie de 56 de ani, după ce au jefuit-o. Ulterior, rușii l-au torturat și ucis pe soțul ei.

### Rapoarte și declarații
- Conform unui set de date privind violența sexuală în conflictele armate, violența sexuală comisă de forțele ruse a fost raportată în trei din cei șapte ani de conflict din estul Ucrainei, începând din 2014.[45]
- În aprilie 2022, oficialii ucraineni și organizațiile pentru drepturile omului au raportat că trupele ruse foloseau violența sexuală pe scară largă ca instrument de război împotriva populației civile, având scopul de a demoraliza ucrainenii și de a-i împiedica să reziste.[46] La 3 aprilie, organizația La Strada Ucraina,  care administrează o linie telefonică de ajutor pentru supraviețuitorii traficului de persoane, agresiunilor sexuale și violenței domestice, a declarat că violul este subraportat și stigmatizat chiar și în timp de pace, iar cazurile cunoscute de organizație ar putea reprezenta doar „vârful aisbergului”.
- La 3 aprilie 2022, ambasadorul britanic în Ucraina, Melinda Simmons, a descris violul drept „un element al campaniei neprovocate de război a Rusiei. ... Deși nu știm încă întreaga amploare a utilizării sale în Ucraina, este deja clar că acesta face parte din arsenalul Rusiei. ... Femei violate în fața copiilor lor, fete violate în fața familiilor lor, ca un act deliberat de subjugare.”[47]
- La 21 aprilie 2022, miniștrii de externe din Canada și Regatul Unit, Mélanie Joly și Liz Truss, au semnat împreună o scrisoare în care au afirmat că violul a fost „folosit ca armă de război” de către soldații ruși în Ucraina.[48] Ei au descris violul ca armă de război ca fiind „o armă sistematică de exercitare a controlului și puterii asupra femeilor ... la fel de distructivă în conflicte ca armele chimice sau minele antipersonal, care sunt ambele interzise prin convenții internaționale, dar care încă nu sunt tratate la fel de serios”.[49][50]
- În mai 2022, procurorul general al Ucrainei, Irîna Venediktova, a declarat că este sigură că violul a fost folosit ca o tactică de război deliberată de către armata rusă.[51]
- La 19 iunie 2022, Organizația pentru Securitate și Cooperare în Europa a publicat o declarație de condamnare a violenței sexuale în război, făcând referire la utilizarea violenței sexuale ca armă de război împotriva Ucrainei. Declarația spunea parțial: „Astăzi, de Ziua Internațională pentru Eliminarea Violenței Sexuale în Timpul Conflictelor, secretarul general al OSCE, Helga Maria Schmid, a făcut apel la încetarea imediată a utilizării violului și a altor crime sexuale ca tactică de război în Ucraina și în alte părți din regiunea OSCE și din afara acesteia.”[52]
- La 27 septembrie 2022, un raport al Înaltului Comisariat al Organizației Națiunilor Unite pentru Drepturile Omului (OHCHR) a documentat „numeroase cazuri” de violență sexuală împotriva femeilor, fetelor și bărbaților, inclusiv 9 cazuri de viol, 15 cazuri de violență sexuală folosită ca metodă de tortură și 11 cazuri de dezbrăcare publică forțată.[53]
- La 18 octombrie 2022, o comisie a Organizației Națiunilor Unite a emis un raport care considera Rusia responsabilă pentru un „model de violuri și alte abuzuri în Ucraina”. Comisia a constatat că Rusia este responsabilă pentru marea majoritate a încălcărilor drepturilor omului și a crimelor de război.[43] Raportul a fost prezentat Adunării Generale a Organizației Națiunilor Unite de către Comisia independentă de anchetă privind Ucraina.[54][2]
- La 31 octombrie 2022, ministrul de externe al Regatului Unit, James Cleverly, a declarat că soldații ruși din Ucraina au fost responsabili de „violuri în masă”.[55]
- În ianuarie 2023, Human Rights Watch a publicat Raportul Mondial 2023, cea de-a 33-a ediție a raportului privind drepturile omului care revizuiește evenimentele din 2022. În ceea ce privește Ucraina, raportul a menționat: „În zonele pe care le-au ocupat, forțele ruse sau afiliate Rusiei au comis crime de război aparente, inclusiv tortură, execuții sumare, violență sexuală și dispariții forțate.”[56]
- În februarie, Institutul Pilecki din Polonia a publicat un raport privind violența sexuală legată de conflicte, bazat pe interviuri cu 42 de femei care au fost victime ale violenței sexuale și 11 femei care au fost martore la aceasta, 22 de femei care au fost ținute în captivitate, 11 femei care au fost violate și 8 bărbați care au fost martori la violență sexuală.[57]

## Cazuri proeminente în mass-media
În martie 2023, procurorul general, Irîna Venediktova, a demarat o anchetă privind o afirmație conform căreia soldații ruși au împușcat un bărbat și apoi i-au violat soția. The Times a publicat un interviu cu femeia. Aceasta a declarat că era dintr-un mic sat din raionul Brovarî. Potrivit mărturiei sale, când soldații ruși au ajuns la casa cuplului, au împușcat câinele cuplului și apoi i-au ucis soțul spunându-i: „Nu mai ai un soț. L-am împușcat cu arma asta. Era un fascist”. Femeia a fost violată în grup, sub amenințarea armei, de mai multe ori, timp de mai multe ore, în timp ce soldații beau; în cele din urmă, aceștia au devenit „atât de beți încât abia mai puteau sta în picioare”. În cele din urmă, femeia a reușit să scape împreună cu fiul ei, care se afla în casă în timpul incidentului. Presupușii violatori au fost identificați ulterior pe baza profilurilor de pe rețelele de socializare. Meduza a publicat un raport despre acest incident și despre infracțiuni similare din regiunea Bogdanivka. Purtătorul de cuvânt rus, Dmitri Peskov, a descris acuzațiile drept „o minciună”. În acest caz, a fost emis un mandat de arestare pentru un soldat rus identificat, pe baza „suspiciunii de încălcare a legilor și obiceiurilor de război”. Cazul a fost verificat de OHCHR și a fost descris în raportul său din iunie 2022 privind drepturile omului în Ucraina, în timpul invaziei ruse.
Human Rights Watch (HRW) a raportat despre bătaia și violul unei femei în vârstă de 31 de ani, la 13 martie, în satul Mala Rohan din raionul Harkov, care la momentul respectiv era controlat de forțele armate ruse. Raportul a afirmat că un soldat rus a intrat într-o școală și a bătut și violat sub amenințarea armei o femeie care se adăpostea împreună cu familia sa și cu alți săteni.
BBC News a intervievat o femeie în vârstă de 50 de ani dintr-un sat situat la 70 de kilometri vest de Kiev, care a declarat că a fost violată sub amenințarea armei de către un cecen aliat cu forțele armate ruse. Potrivit vecinilor, o femeie în vârstă de 40 de ani a fost violată și ucisă de același soldat, lăsând ceea ce BBC News a descris drept o „scenă a crimei tulburătoare”. Șeful poliției din regiunea Kiev, Andrii Nebitov, a declarat că poliția investighează un caz din 9 martie, când soldații ruși au împușcat un bărbat și i-au violat în mod repetat soția. Soldații au jefuit și incendiat casa și au ucis câinii familiei.
În septembrie 2022, doi luptători ai Republicii Populare Donețk ar fi fost violați de soldați ceceni aliați, kadîroviți, în satul Berestove. Autorii ar fi amenințat, de asemenea, alți membri ai forțelor armate care au încercat să protejeze victimele. Abubakar Iangulbaev, un activist pentru drepturile omului, a confirmat autenticitatea videoclipului asociat.
The New York Times a descris cazul unei femei care a fost „ținută ca sclavă sexuală, dezbrăcată, cu excepția unei haine de blană, și închisă într-o pivniță pentru cartofi înainte de a fi executată”, aceasta fiind descoperită după eliberarea regiunii Kiev, la sfârșitul lunii martie 2022. Primarul din Bucea, Anatoliy Fedoruk, a declarat că cel puțin 25 de violuri au fost raportate în timpul masacrului de la Bucea.
În iunie 2023, The Sunday Times a relatat despre doi foști soldați ucraineni care au fost torturați de ruși în captivitate și castrați cu un cuțit, înainte de a fi eliberați într-un schimb de prizonieri de război. Un psiholog care îi trata pe acești bărbați a declarat că a auzit despre multe alte cazuri similare de la colegii săi. Același raport menționa că medicii de la o clinică de maternitate din Poltava au raportat cazuri de femei care au fost violate de soldați ruși și cărora li s-a injectat etanșant pentru ferestre în organele sexuale, astfel încât să nu poată avea niciodată copii.

## Răspunsuri

### Proteste
Femeile au organizat proteste în fața ambasadelor Rusiei pentru a denunța violurile comise de soldații ruși în timpul invaziei Ucrainei. Participantele la proteste purtau saci pe cap, aveau mâinile legate la spate și picioarele goale acoperite cu lichid roșu, simbolizând sângele și violența. Pe 16 aprilie 2022, patru femei au protestat în Dublin, Irlanda, și 80 de femei au protestat în aceeași zi în Vilnius, Lituania. Pe 20 aprilie, un protest similar, desfășurat de 130 de femei, a avut loc în fața ambasadei ruse din Riga, Letonia. Un alt protest a fost organizat de un grup de femei în fața consulatului rus din Gdańsk, Polonia.

### Investigații
În august 2022, biroul procurorului general al Ucrainei a raportat că existau „câteva zeci” de proceduri penale în curs pentru violențe sexuale comise de militari ruși. La 31 octombrie 2022, autoritățile ucrainene investigau 43 de cazuri de violență sexuală. În noiembrie același an, doi soldați ruși au fost condamnați în contumacie pentru crime de război, inclusiv violențe sexuale împotriva civililor.
În ianuarie 2023, procurorul ucrainean Irina Didenko a declarat că biroul său a deschis 154 de cazuri legate de acte de violență sexuală comise de soldații ruși. Cu toate acestea, ea a avertizat că numărul real al incidentelor este probabil mult mai mare. Didenko a menționat că medicii și lucrătorii din domeniul sănătății mintale au raportat că, în regiunea Kiev, una din nouă femei a fost victima violențelor sexuale în timpul ocupației ruse. Ea a subliniat că invadatorii ruși urmează un model clar de comportament: „Forțele terestre sosesc, iar violurile încep în a doua sau a treia zi”.